# Adina
Cet article concerne le genre de plantes. Pour l'opéra, voir Adina (opéra). Pour les autres sens, voir Adina (homonymie).
Genre
Adina est un genre de plantes appartenant à la famille des Rubiacées. Ce genre a été créé par le botaniste britannique Richard Anthony Salisbury (1761-1829).

## Liste d'espèces
Selon World Checklist of Selected Plant Families (WCSP) (8 septembre 2015) :
- Adina cordifolia (Roxb.) Brandis (1874)
- Adina dissimilis Craib (1931)
- Adina eurhyncha (Miq.) Å.Krüger & Löfstrand (2014)
- Adina fagifolia (Teijsm. & Binn. ex Havil.) Valeton ex Merr. (1917)
- Adina malaccensis (Ridsdale) Å.Krüger & Löfstrand (2014)
- Adina metcalfii Merr. ex H.L.Li (1943)
- Adina multifolia Havil., J. Linn. Soc. (1897)
- Adina pilulifera (Lam.) Franch. ex Drake (1895)
- Adina pubicostata Merr. (1942)
- Adina rubella Hance (1868)
- Adina trichotoma (Zoll. & Moritzi) Benth. & Hook.f. ex B.D.Jacks. (1893)

Selon Tropicos (8 septembre 2015) (Attention liste brute contenant possiblement des synonymes) :
- Adina affinis F.C. How
- Adina aralioides (Zoll. & Moritzi) Benth. & Hook. f. ex B.D. Jacks.
- Adina asperula Hand.-Mazz.
- Adina cordifolia (Roxb.) Hook. f.
- Adina dissimilis Craib
- Adina eurhyncha (Miq.) Å. Kruger & Löfstr.
- Adina fagifolia (Teijsm. & Binn. ex Havil.) Valeton ex Merr.
- Adina fauriei H. Lév.
- Adina galpinii Oliv.
- Adina garciae Elmer
- Adina globiflora Salisb.
- Adina griffithii Hook. f.
- Adina hainanensis F.C. How
- Adina indivisa Lace
- Adina inermis Roberty
- Adina lasiantha K. Schum.
- Adina ledermannii K. Krause
- Adina malaccensis (Ridsdale) Å. Kruger & Löfstr.
- Adina metcalfii Merr. ex H.L. Li
- Adina microcephala (Delile) Hiern
- Adina minutiflora Valeton
- Adina mollifolia Hutch.
- Adina multifolia Havil.
- Adina nipponica Masam.
- Adina nobilis Geddes
- Adina oligocephala Havil.
- Adina orientalis (L.) Lindeman ex Bakh. f.
- Adina parvula Geddes
- Adina peduncularis DC.
- Adina philippinensis Vidal
- Adina pilulifera (Lam.) Franch. ex Drake
- Adina polycephala Benth.
- Adina polycephaloides Craib
- Adina pubicostata Merr.
- Adina racemosa (Siebold & Zucc.) Miq.
- Adina rubella Hance
- Adina rubescens Hemsl.
- Adina rubrostipulata K. Schum.
- Adina sessilifolia (Roxb.) Hook. f. ex Brandis
- Adina spathellifera (Baker) Oliv.
- Adina stipulosa (DC.) Roberty
- Adina thanhoaensis N.N.Tran
- Adina trichotoma (Zoll. & Moritzi) Benth. & Hook. f. ex B.D. Jacks.
- Adina zschokkei Elmer